# イングランド (護衛駆逐艦)
イングランド (USS England,DE-635) は、アメリカ海軍の護衛駆逐艦。バックレイ級。艦名は1941年12月7日の真珠湾攻撃の際に戦艦「オクラホマ」艦上で戦死したジョン・C・イングランド少尉にちなむ。
イングランドは第二次世界大戦（太平洋戦争）において、わずか12日間で6隻の日本海軍潜水艦を撃沈し、対潜戦の歴史に唯一無二の戦績を残したことで知られている。

## 艦歴
イングランドは1943年9月26日にカリフォルニア州サン・フランシスコのベスレヘム造船において、名前の元となったイングランド少尉の母であるH.B.イングランド夫人の手によって進水。1943年12月10日にW.B.ペンデルトン中佐の指揮の下就役した。
イングランドはサン・フランシスコを出発後、真珠湾、フナフティ、ガダルカナル島を経由して1944年3月12日にエスピリトゥサント島へ到着した。その後はエスピリトゥサント島とガダルカナル島間の護衛任務に参加したほか、時折ヌーメアへも、また一度はマーシャル諸島へも航海している。

### 伊16撃沈
アメリカ太平洋艦隊情報部は1944年5月13日に、ブーゲンビル島南端のブインへ米を輸送するという日程を含む日本海軍の潜水艦「伊16」からの暗号通信を解読した。イングランドと「ジョージ」 (USS George, DE-697)と「ラビー」(USS Raby, DE-698)の3隻は「伊16」の迎撃を命じられた。
晴れて穏やかな1944年5月18日の午後早くに、「イングランド」は「伊16」を探知した。1341時に行われた最初のヘッジホッグ攻撃は外れた。二度目のヘッジホッグ攻撃は水深130フィート（40m）で1発の命中を記録した。1410時に行った三度目のヘッジホッグ攻撃は外れたが、想定していた325フィート（99m）より浅い200フィート（61m）に「伊16」がいたからだと攻撃後のソナー探知によって判断された。「伊16」はさらに四度目のヘッジホッグ攻撃も逃れた。1433時の五度目のヘッジホッグ攻撃では4発から6発の爆発が確認され、大きな水中爆発によって「イングランド」の艦尾が持ち上げられ、乗員は足をすくわれた。
20分後、海面に破片が浮かび上がってきた。このことから、爆発は水深150m以上の深さで起きたと判断された。部隊はコルク片、木製甲板の破片、キャビネットの破片、米袋入りのゴム袋など、「伊16」のものと思われる破片が浮かび上がるのを確認。爆発から1時間後には重油が漂うのを確認し、翌日には油膜が太平洋の穏やかな海面に3マイル×6マイル（5km×10km）の範囲に広がっていた。

### 呂106撃沈
米海軍は1944年5月20日、日本側があ号作戦に伴い米空母の移動を予期してアドミラルティ諸島北方の海域に散開線（ナ散開線）を引いたことを暗号解読によって知った。「呂104」、「呂105」、「呂106」、「呂108」、「呂109」、「呂112」、「呂116」の7隻の呂100型潜水艦が、かつてハルゼー大将の機動部隊が二度通過していた海域に散開線を展開していた。
「ジョージ」が5月22日0350時に「呂106」をレーダーで発見、探照灯照射をしたところ「呂106」は潜航。0415時にヘッジホッグ攻撃を行ったが外れた。「イングランド」は0425時に再度発見しヘッジホッグを発射したがこちらも失敗した。だが、0501時に行った三度目のヘッジホッグ攻撃は少なくとも3発の命中を確認。三度目の攻撃後に大きな水中爆発が起こり、夜明け後に多量の油と破片が浮いているのが判明した。

### 呂104撃沈
「イングランド」ら3隻の護衛駆逐艦は、暗闇の中各々16,000ヤード（14,630m）間隔で横陣を組み対潜掃討を行っていた。「ラビー」が5月23日0600時にレーダーで「呂104」を探知、0617時にヘッジホッグ攻撃をかけたが外れた。「ジョージ」が0717時にヘッジホッグ攻撃を行うがこちらも外れた。「ジョージ」は以降0730時から0810時にかけて四度のヘッジホッグ攻撃を行うが全て失敗に終わった。
「イングランド」も攻撃に加わり、一度目のヘッジホッグ攻撃は外れたが0834時に行った二度目の攻撃では10発から12発の起爆を確認。潜水艦が破壊される音に続き、3分後には大きな水中爆発が起こった。1045時には油と浮遊物が海面に現れた。部隊はいくつかの釘がついたままの木製甲板の破片、コルク栓、日本語が書かれた木片等「呂104」のものと思われる破片12個と、サンプルとして海上を漂う重油の一部を回収した。

### 呂116撃沈
「ジョージ」は5月24日0120時にレーダーで「呂116」を発見。「イングランド」もソナーで0150時に発見し、0214時に実施した最初のヘッジホッグ攻撃で3発から5発の爆発を聴取。主要な爆発音以降は破壊音が聞こえず、早期に沈んでいったことを表していた。少量の油と浮遊物が浮いているのが0702時の夜明け後に明らかになり、部隊は「呂116」のものと思われるいくつかの木製甲板の破片を回収した。翌日には油膜が数マイル四方の海面を覆っていた。

### 呂108撃沈
「イングランド」らは燃料と弾薬の補給のため海域を離れることになり、代わって護衛空母「ホガット・ベイ」 (USS Hoggatt Bay, CVE-75) と駆逐艦「ヘイゼルウッド」(USS Hazelwood,DD-531)、「ヒーアマン」 (USS Heermann, DD-532)、「ホーエル」（USS Hoel, DD-533）、「マッコード」(USS McCord, DD-534)からなる対潜掃討グループがやってきた。「イングランド」らはマヌス島への道中も捜索陣形を維持していた。
「ラビー」が5月26日2303時にレーダーで「呂108」を発見。「イングランド」も2304時にレーダーで、2318時にはソナーで「呂108」を発見した。そして「イングランド」は最初のヘッジホッグ攻撃で4発から6発の爆発を確認した。破壊音に続く水中爆発は確認されなかったが、暁の海面に油が噴出しているのが観測された。朝、部隊は木製甲板の破片、クロノメーターケースの破片、コルク栓2つ、多数の断熱材を回収した。

### 呂105撃沈
「イングランド」らは5月27日にマヌス島へ到着した。燃料、食料、弾薬の積み込み後、3隻は再び対潜掃討に参加するため「スパングラー」(USS Spangler, DE-696)を加えて5月28日1800時に出撃した。
5月30日0156時に「ヘイゼルウッド」がレーダーで「呂105」を発見し、爆雷攻撃を行ったが外れた。「ジョージ」と「ラビー」が加勢して、25時間に16回ものヘッジホッグと爆雷による攻撃を行った。5月31日0310時に「呂105」は空気を取入れるために浮上し、「ジョージ」と「ラビー」はすぐに発見した。だが「呂105」は2隻の護衛駆逐艦のちょうど中間地点にいたため、「ラビー」も「ジョージ」も互いを誤射する危険から「呂105」が潜水するまでの5分間、一発も発射することができなかった。「ラビー」、「ジョージ」、そして「スパングラー」によるヘッジホッグ攻撃が続けて行われたが、全て失敗した。
不甲斐ない状況を見た部隊のヘインズ司令は無線で「ああ、畜生。前進せよ、イングランド」（Oh, hell. Go ahead, England.）と命じた。それから「イングランド」は0736時にヘッジホッグ攻撃によって6発の爆発を記録。0741時に大きな爆発が起こり、海面に油や破片が噴出してきた。部隊はいくつかの木製甲板の破片、コルク栓3つ、石鹸等「呂105」のものと思われる破片を回収した。
これらの対潜戦の記録は第二次世界大戦において比類なき功績であったため、「イングランド」は殊勲部隊章を受章した。またアーネスト・キングアメリカ合衆国艦隊司令長官兼海軍作戦部長が語った「アメリカ合衆国海軍に常にイングランドあり」（There'll always be an England in the United States Navy.）という言葉は、1960年10月6日にリーヒ級ミサイル巡洋艦の1隻が「イングランド」（USS England, DLG-22）と命名されたことで裏付けられた。

### 以降の活動
「イングランド」は1944年の夏の間、拠点建設が必要な場合の護衛、北の日本軍支配地域への侵攻準備、太平洋南西部の島々にいる駐留部隊への補給といった任務のためにソロモン諸島北部のいたるところで活動した。8月に「イングランド」はマヌス島で修理を行い、9月24日から10月15日にかけてトレジャリー諸島からオーストラリアのシドニーまで航海を行う。10月18日に「イングランド」はトレジャリー諸島からホーランディアへ船団護衛を実施して到着、そして26日には新たに侵攻したレイテ島への増援を乗せた船団を護衛した。その後「イングランド」はマヌス島に戻り、12月2日まで周辺での護衛任務を行った。
1945年1月2日から、「イングランド」は空母機動部隊の主要な作戦拠点であり、後には硫黄島や沖縄への侵攻にあたっての集結地となったウルシー環礁とマヌス島間の船団護衛任務に参加した。2月に「イングランド」はコッソル水道に向かい、フィリピンを目指していた船団を通過させ、それからマヌス島とウルシー環礁間の護衛任務に復帰した。3月23日にウルシー環礁を出港し、沖縄への上陸前砲撃支援のために沖縄へ向かう。それから2隻の巡洋艦を護衛するためにウルシー環礁へ戻った。4月1日の最初の戦闘直後、第5艦隊に加わるために巡洋艦を護衛しながら沖縄へ向かった。4月6日から17日の間、「イングランド」は空荷の輸送船団を護衛しながらサイパン島へ航海し、その後慶良間諸島北方の海域を警戒するために移動した。
1945年5月9日、その海域で警戒任務中だった「イングランド」は3機の日本軍の急降下爆撃機に攻撃された。「イングランド」の対空砲火は最初の1機を炎上させたが、その敵機はそのまま「イングランド」の右舷側艦橋直下に突入した。そのカミカゼの操縦士は、重要な艦体中央部を破壊して可能な限り士官を殺傷すべしという指導を心得ていた。搭載されていた爆弾は激突直後に炸裂したため、戦闘空中哨戒（CAP）の友軍機が他の2機を撃墜する間、「イングランド」の乗員たちは乗艦を救うための消火活動という危険な闘争に放り込まれることになった。「イングランド」は37名の死者・行方不明者と25名の負傷者を出して慶良間諸島に曳航された。
「イングランド」は本国へ帰還する長期航海に耐えうるための応急修理を行う目的でレイテ島に向かった。1945年7月16日、「イングランド」は本格的な修理を行うためフィラデルフィアに到着し、高速輸送艦（APD）への改造工事が合わせて実施された。しかし終戦に伴い工事は中止された。修理するには損傷が大きすぎ、また同じ艦種がすでに余剰となっていたことが工事中止の理由であった。「イングランド」は1945年10月15日に退役し、1946年11月26日にスクラップとして売却された。

## 褒章
- 従軍星章（英語版） 10個
- 殊勲部隊章（英語版）
- アジア・太平洋戦役勲章（英語版）
- 第二次世界大戦戦勝記念章